# Haplothrips fuliginosus
Haplothrips fuliginosus är en insektsart som beskrevs av Schille 1912. Haplothrips fuliginosus ingår i släktet Haplothrips och familjen rörtripsar. Inga underarter finns listade i Catalogue of Life.